# ضرعاء لحوية
ضرعاء لحوية (الاسم العلمي:Mammillaria barbata) هي نوع من النباتات يتبع جنس الضرعاء من الفصيلة الصبارية.